# Semira Adamu
Semira Adamu née le 15 avril 1978 à Kaduna, Nigéria et morte à Bruxelles, en Belgique, le 22 septembre 1998, est une ressortissante nigériane, déboutée de sa demande d'asile, qui fut étouffée, à l'aide d'un coussin, par deux policiers belges lors d'une tentative d'expulsion du territoire belge à l'aéroport de Zaventem.
Semira Adamu avait fui son pays pour échapper à un mariage forcé. Sa demande d'asile ayant été rejetée, elle avait été transférée au Centre de rapatriement 127bis à Steenokkerzeel.
Elle fut dès lors l'objet de plusieurs tentatives d'expulsions forcées par avions de ligne. Ces dernières ont échoué du fait de sa résistance et des violences des gendarmes l'accompagnant, qui ont provoqué l'intervention de passagers et le refus de pilotes de décoller dans ces conditions.

## Tentatives d'expulsion

### Sixième tentative d'expulsion
Lors de la sixième tentative d'expulsion vers Lomé au Togo,, après avoir été conduite pieds et poings liés dans l'avion avant l'embarquement, elle a commencé à chanter à l'arrivée des passagers. Conformément aux procédures écrites fixées par le ministère de l'intérieur, les neuf gendarmes l'accompagnant ont alors décidé d'appliquer la « technique du coussin ». 
Un gendarme la tint alors immobile au moyen d'une prise de combat, un autre lui maintint la tête enfoncée dans deux coussins et les autres faisaient écran pour cacher la scène aux passagers. Elle fut maintenue dans cette position pendant onze minutes bien qu'elle ait perdu urines et selles durant son étouffement. À la onzième minute, les gendarmes se sont relayés pour maintenir sa tête et ont constaté un arrêt respiratoire. Le pilote mis au courant fit appeler une équipe médicale. Après les manœuvres de réanimation, elle fut transférée dans le coma sous surveillance policière aux urgences des Cliniques universitaires Saint-Luc. L'attitude des autorités hospitalières de Saint-Luc durant cet événement fut par la suite également mise en cause.
L'admission de Semira Adamu ne fut en effet pas enregistrée et Lise Thiry, professeur d'université et alors sénatrice belge, avertie des faits par le comité de soutien à Semira Adamu, témoigna qu'un urgentiste lui affirma avoir reçu des instructions de la direction hospitalière de « ne pas ébruiter l'affaire qui pourrait avoir des conséquences politiques graves ». S'étant rendue sur place, elle affirma que le directeur de l'hôpital se présenta face à elle pour lui demander de témoigner que le corps de Semira Adamu ne portait aucune trace de violences. Constatant que le visage de Semira Adamu était tuméfié, elle s'y est refusée.
Le président de la Ligue des droits de l'homme et des journalistes se sont alors présentés, entraînant la formation d'une cellule de crise. Le décès de Semira Adamu fut constaté à 21 h 30 et annoncé comme accidentel par le directeur de l'hôpital en conférence de presse. 
Les autorités judiciaires réagirent tout d'abord par un communiqué affirmant que ce décès était dû à une hémorragie survenue de manière accidentelle et sans rapport avec l'expulsion, thèse soutenue par le communiqué médical de l'hôpital Saint-Luc. Cette thèse fut cependant rapidement abandonnée du fait de l'autopsie pratiquée affirmant que la cause du décès était une encéphalopathie post-anoxique sévère.

### Enquête judiciaire
Une enquête judiciaire fut alors ouverte, tout d'abord pour déterminer la responsabilité du collectif citoyen qui assistait Semira Adamu dans sa demande d'asile. Ce soutien aurait en effet été à l'origine de sa résistance, présumée principal déterminant de sa propre mort. Cependant, face à l'indignation du monde associatif et de plusieurs parlementaires, cette hypothèse fut également abandonnée.
Le décès de Semira Adamu, ayant mis en lumière les méthodes de coercition violentes employées à l'égard des demandeurs d'asile sur instruction directe du ministère de l'intérieur, entraîna une vive émotion dans le pays et des condamnations d'associations telles qu'Amnesty International ou Human Rights Watch, largement relayée par la presse. Trois jours après les faits, Louis Tobback, Ministre de l'Intérieur, se déclarant « profondément choqué par ces événements tragiques » annonça suspendre temporairement toutes les procédures d'expulsions forcées programmées. Il remet sa démission, quelques heures plus tard, à Jean-Luc Dehaene et quitte le gouvernement le 27 septembre 1998.
Un hommage funèbre, auquel plus de 6 000 personnes assistèrent, fut rendu le 26 septembre à la cathédrale Sainte-Gudule de Bruxelles,,,.

### Responsabilité civile de l'État belge
L'enquête aboutit à l'inculpation des 9 gendarmes ayant appliqué les procédures d'expulsion, sans aucune mise en cause directe du Ministre de l'Intérieur ou de la direction du Centre Hospitalier Universitaire Saint-Luc. À l'issue du procès, le 23 décembre 2003, cinq des neuf gendarmes furent acquittés de tous les chefs d'inculpation. Les quatre autres furent condamnés pour le seul chef d'inculpation de « coups et blessures involontaires ayant entraîné la mort sans intention de la donner » à des peines d'emprisonnement allant d'un an à quatorze mois avec sursis et 500 euros d'amende. La responsabilité civile de l'État belge fut reconnue, entraînant une amende de 20 000 euros ,,,.